# Македонци у Словенији
Македонци у Словенији су етнички Македонци који живе у Словенији. Према званичном попису становништва из 2002, у Словенији има 3.972 декларисаних Македонаца, а 4.760 њих наводи македонски као матерњи језик.

## Имиграција
Током година СФРЈ многи Македонци су мигрирали у СР Словенију. Највише их је дошло са истока СР Македоније и настанили су се углавном у Крању и главном граду Љубљани. Македонске заједнице могу се наћи и у већим градовима као што су Јесенице, Нова Горица, Марибор и Цеље. У Цељској области живи око 450 Македонаца.

## Култура
У Словенији постоје три већа културна друштва. Највећи су КУД Македонија из Љубљане, КУД Кирил и Методиј из Крања, и Куд Биљана из Марибора. Основани су 1990-их након што је Словенија постала независна република. Основана су културна друштва да подстичу учење македонског језика, наслеђа и обичаја за оне који живе у Словенији. Они углавном окупљају Македонце за велике празнике као што су Ускрс, Илинден и Божић. Свако удружење има свој центар за окупљања и фолклорне акције. У Крању постоји и школа македонског језика која је намењена млађим Македонцима.

## Религија
Македонци у Словенији су претежно православне вероисповести. Због недостатка свештеника у Словенији постоји само једна Македонска православна црква, која се отвара само у неким приликама; за недељне масовне присталице цркве користи Српска православна црква. Прва македонска црквена организација била је Македонски црквени одбор (мкд. Македонски црковен одбор, скраћено МЦО). Први састанак одржан је 13. априла 1993. године на коме је било речи о оснивању Македонске православне цркве у Словенији. Успостављени су добри односи између Македонске православне цркве и Римокатоличке цркве, која је доминантна конфесија у Словенији. Многи Македонци такође користе и Српску православну цркву. Заједници је дата у закуп црква Свете Марије Роженвеске која се налази у центру Крања. Користе га Македонци само на веће празнике.

## Медији
Постоје само једне новине које се пишу за Македонце у Словенији под називом Наше сонце. Штампа га Културно друштво Свети Ћирило и Методије чија је канцеларија у Крању. Прво издање је штампано 1. децембра 1997. године. Лист углавном пише о проблемима и активностима Македонаца који живе у Словенији.

## Значајни људи
- Ирена Јовева, посланица у Европском парламенту
- Сашо Филиповски, кошаркашки тренер
- Владо Илијевски, кошаркаш репрезентације Македоније са словеначким пасошем
- Емилија Стојменова Дух, министарка за дигиталну трансформацију